# Centro de Acción Nobiliaria
El Centro de Acción Nobiliaria fue una sociedad española de ideario tradicionalista y corporativo que persiguió aglutinar y movilizar políticamente a la nobleza española.
Fue fundado en 1909 en Madrid por el ultraconservador Ricardo Martel y Fernández de Córdoba, conde de Torres Cabrera. La idea de crear la organización había surgido durante la celebración en Córdoba a comienzos del siglo XX de una convención que reunió a descendientes del Gran Capitán. De carácter reaccionario, su propuesta de articular a la nobleza en un estamento unificado en oposición a las vías convencionales de influencia de la clase nobiliaria mediante las redes clientelares de los partidos del turno fue vista como algo excéntrico, resultando a la postre un rotundo fracaso su intento de movilización de la nobleza. Tras el fallecimiento del conde de Torres Cabrera en 1917, este fue sucedido en la presidencia del ente por el conde de Bailén. Anteriormente el duque de Tamames también había desempeñado la presidencia de la sociedad. En noviembre de 1918, tras llegar a España noticias de la revolución en Alemania, el centro publicó un pasquín de tintes marcadamente reaccionarios y paternalistas, en el que se clamaba contra la revolución y se exigía que España «forme sus cuadros en línea de batalla». La sociedad, que en 1918 mostró su apoyo al sindicalismo católico, celebró de forma entusiasta el golpe de Estado de septiembre de 1923 llevado a cabo por Miguel Primo de Rivera, que había sido uno de sus primeros socios.
Tras la proclamación de la Segunda República la entidad decidió suspender sus actividades de índole político y social.
Llegó a tener su domicilio social en el número 3 de la calle de Campomanes.